# Ištar
Ištar, sumerisch Inanna (Sumerogramm:   dMÙŠ), ist der akkadische Name einer in Mesopotamien verehrten Gottheit. Ihr wurden viele verschiedene Attribute und zahlreiche Tempelbauten zugeschrieben. Besondere Bekanntheit hat das Ištar-Tor in den Mauern von Babylon durch dessen Rekonstruktion im Pergamonmuseum (Berlin) erlangt.
Dieser Gottheit ist der Planet Venus zugeordnet. Sie wurde als Göttin des (sexuellen) Begehrens wie auch als Kriegsgottheit verehrt. Sie galt als Tochter von Sin und Schwester von Šamaš. Manche halten sie für die wegen ihrer vielfältigen und vielschichtigen Gestalt am schwierigsten zu erfassende Göttin des sumerischen und akkadischen Pantheons, für andere stellt Ištar ein Paradox dar, da sie – nach heutigem Verständnis – gegensätzliche Eigenschaften in gleicher Person vereint.

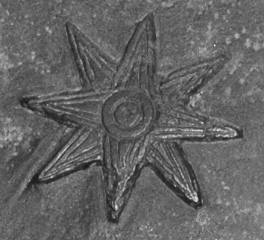
Sternsymbol der Ištar von einem kudurru des Meli-Šipak

## Name
Der Altorientalist Claus Wilcke führt den akkadischen Namen Ištar auf den gemeinsemitischen Namen ʻAṯtar zurück. Die namentliche Pluralform ištaratu bezeichnete den Begriff der Weiblichkeit.

## Verbreitung

### Babylonien

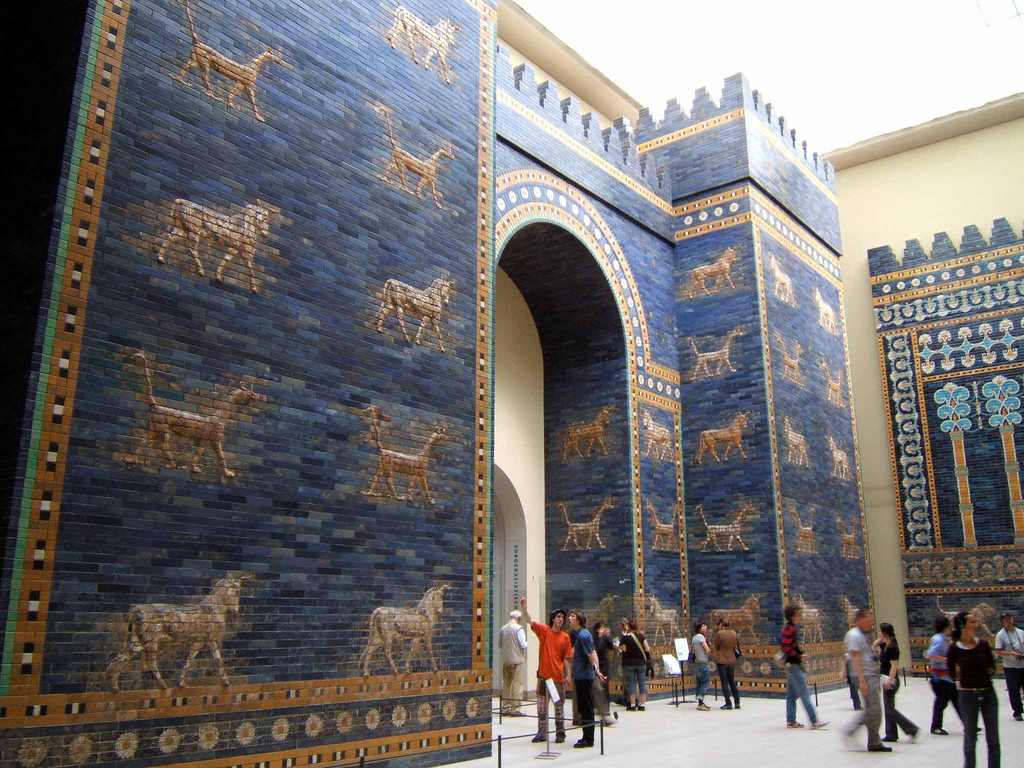
Ischtar-Tor im Pergamon-Museum in Berlin

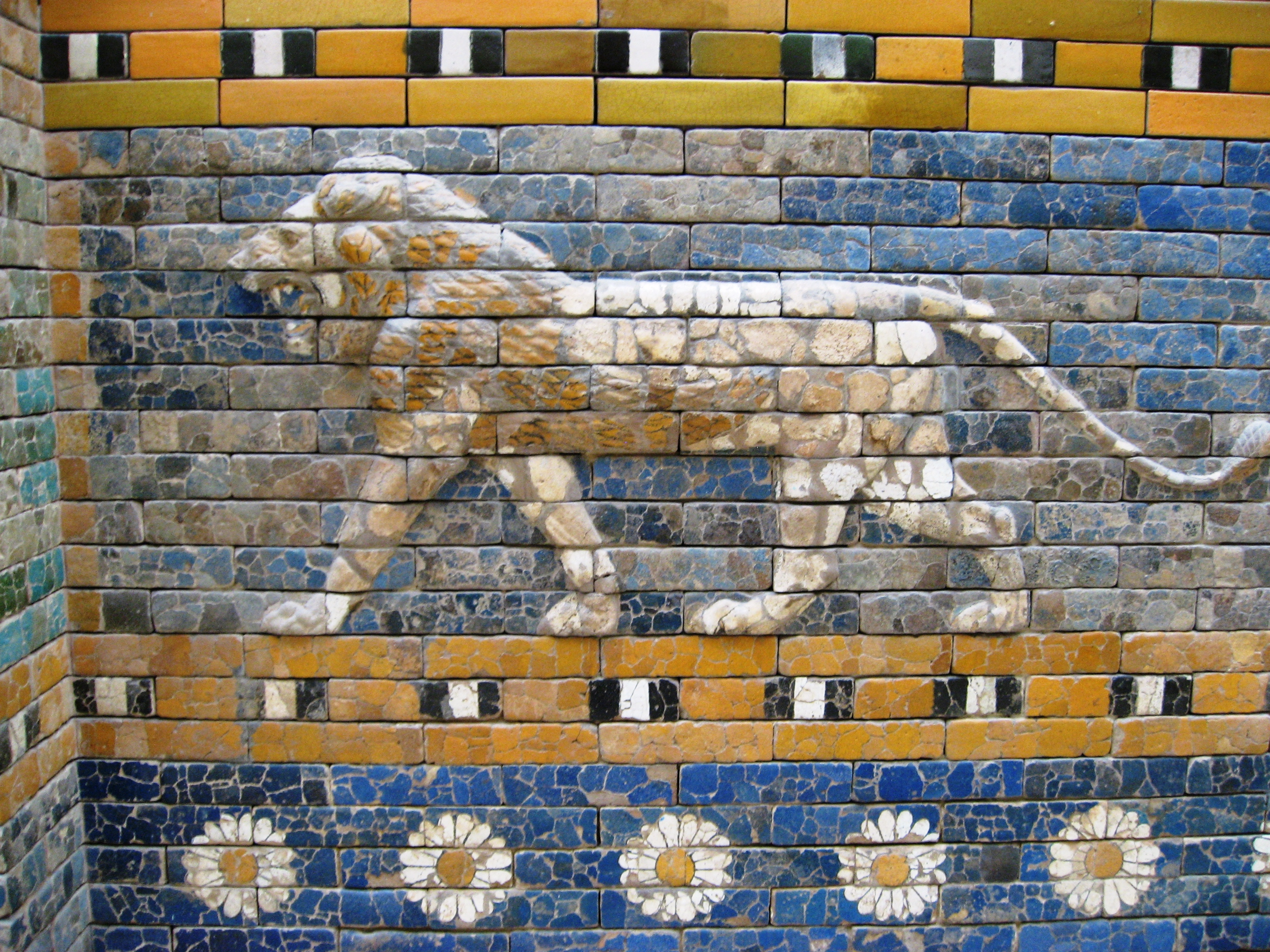
Detailansicht eines Löwen, Symbol der Göttin Ischtar, an der Prozessionsstraße zum Ischtar-Tor

Ištar war die wichtigste babylonische Göttin. Sie wurde sowohl als Morgen- als auch als Abendstern (Venus) verehrt. Ištar kann in männlicher und weiblicher Form auftreten. Ihr Symboltier ist der Löwe, und eines ihrer Epitheta ist deshalb labbatu (Löwin). Ein weiteres mit Ištar assoziiertes Tier ist der Schakal. Eine Hymne verkündet: „Ein Schakal auf Lämmerjagd bist du!“ Ihre göttlichen Dienerinnen waren Ninatta, Kulitta, Sintal-irti und [H]amrazunna, ihre „letzten“ Dienerinnen Ali, Halzari, Taruwi und Šinanda-dukarni.
Im Vorderasiatischen Museum (Pergamonmuseum) in Berlin ist das Ischtar-Tor, eines der Tore Babylons, mit der darauf zulaufenden Prozessionsstraße zu besichtigen. Deren Wände sind auf jeder Seite mit 60 Löwen, den Symboltieren der Ištar, verziert.

### Assyrien
Auch in Assyrien war Ištar als Ištar-Aššuritu eine der wichtigsten Göttinnen. Sie galt als Gründerin von Ninive und Gattin von Aššur. Bereits in altassyrischer Zeit hatte Ištar einen wichtigen Tempel in Aššur.

## Ikonographie
Ištars Symbol ist der achtzackige Stern. Sie wird oft auf einem Löwen stehend abgebildet. Als Kriegsgöttin wird sie bärtig dargestellt, oft mit einem Sichelschwert in der Hand. Als Göttin des sexuellen Begehrens hält sie ihr Gewand hoch („seilspringende Göttin“) oder umfasst mit den Händen die Brüste.
Ein unfertiges neubabylonisches Kalksteinrelief zeigt Ištar auf einem Löwen. Sie trägt ein Sichelschwert in der einen Hand, Ring und Stab als Königssymbol in der anderen und hat eine hohe zylindrische Mütze auf dem Haupt.

## Ištarhymnen

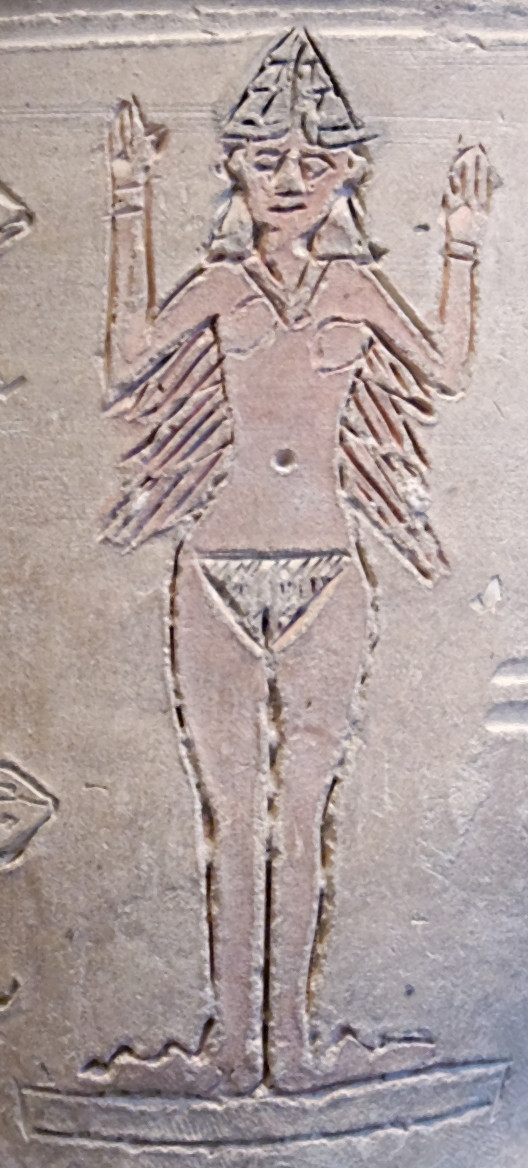
Ištar-Vase aus Larsa mit hervorgehobener Behaarung

Der Ištarhymnus Šu-illa (wie alle mesopotamischen Hymnen und Epen unter seiner Anfangszeile bekannt) ist am vollständigsten in einer neubabylonischen Version aus Uruk belegt. Neben dem eigentlichen Gebetstext enthält die überlieferte Version Anweisungen, wie und mit welchen Ritualen er vorzutragen ist.
Aus Boğazköy ist eine Keilschrifttafel bekannt die einen Text aus der Mitte des 2. Jahrtausends enthält, der vielleicht ein Vorläufer der Hymne Šu-illa ist.
In ihm wird Ištar die Göttin aller Göttinnen genannt, die Herrin aller Häuser, die Führerin des Menschengeschlechts, die größer sei als alle anderen Götter. Ihr Wort sei stark, und ihr Name sei stark. Als himmlische Tochter des Sin erleuchte sie Himmel und Erde. Anu, Enlil und Ea haben ihr große Macht verliehen. Sie trage Waffen und ordne die Schlachtordnung, sie sei die klügste unter den großen Göttern (igigu). Sie sei der Stern des Schlachtrufs und könne Bruder gegen Bruder kehren, den Freund gegen den Freund. Sie sei die Herrin der Schlacht, und sie werfe sich den Bergen entgegen. Wenn ihr Name genannt wird, würden Himmel und Erde erbeben. Alle Menschen würden ihren Namen verehren, nirgends sei ihr Kult unbekannt. Sie entscheide mit Gerechtigkeit, sie sehe mit Gnade auf die Unterdrückten und Misshandelten und lasse ihnen Gerechtigkeit widerfahren. Sie laufe schnell, sie halte die Zügel der Könige und öffne die Schleier der Frauen. Sie sei die leuchtende Fackel des Himmels und der Erde, das Licht aller Behausungen, das Feuer, das gegen den Feind strahlt. Mit ihrer Gnade würde der Sterbende wieder gesund, stehe der Kranke wieder auf, wer ungerecht behandelt wurde, fände Wohlstand, wenn er sie erblickt. Sie sei die Göttin der Männer und der Frauen.
Ihr Herz sei ein rasender Löwe, ihr Gemüt ein wilder Bulle. Der Gläubige bete darum, dass sich Ištars wildes Gemüt beruhigen möge, sie beständig mit Gnade auf ihn sehen möge, ihr süßer Atem ihm zuwehen möge, er in ihrem Licht wandeln möge und sie ihn am Leben erhalten möge.
Auf einer weiteren Keilschrifttafel aus Bogazköy wird ein Haushalt beschrieben, dem Ištar gnädig ist: „Die Bewohner des Haushaltes verrichten ihre Arbeit unter Gelächter, sie sorgen mit Freude für ihr Haus. Die jungen Gattinnen leben in Eintracht und weben unermüdlich, die Söhne des Hauses leben in Eintracht und pflügen Morgen um Morgen des Feldes. In einem Haushalt dagegen, dem Ištar nicht gnädig ist, wird die Hausarbeit mit Stöhnen und unter Leiden erledigt. Die jungen Bräute streiten sich, sie weben nicht länger in Eintracht, sondern die eine zieht die andere an den Haaren. Die Brüder sind verfeindet, und sie pflügen nicht länger Morgen um Morgen des Feldes, das Korn wird nicht länger gemahlen […] so wie das Schwein nicht mit dem Hund auskommt […]“ (Rest schlecht erhalten).

## Beinamen und spezifische Stadtgötter
- Gušea (dGu-se-e-a)
- Irninītu (dIr-ni-ni-i-t)

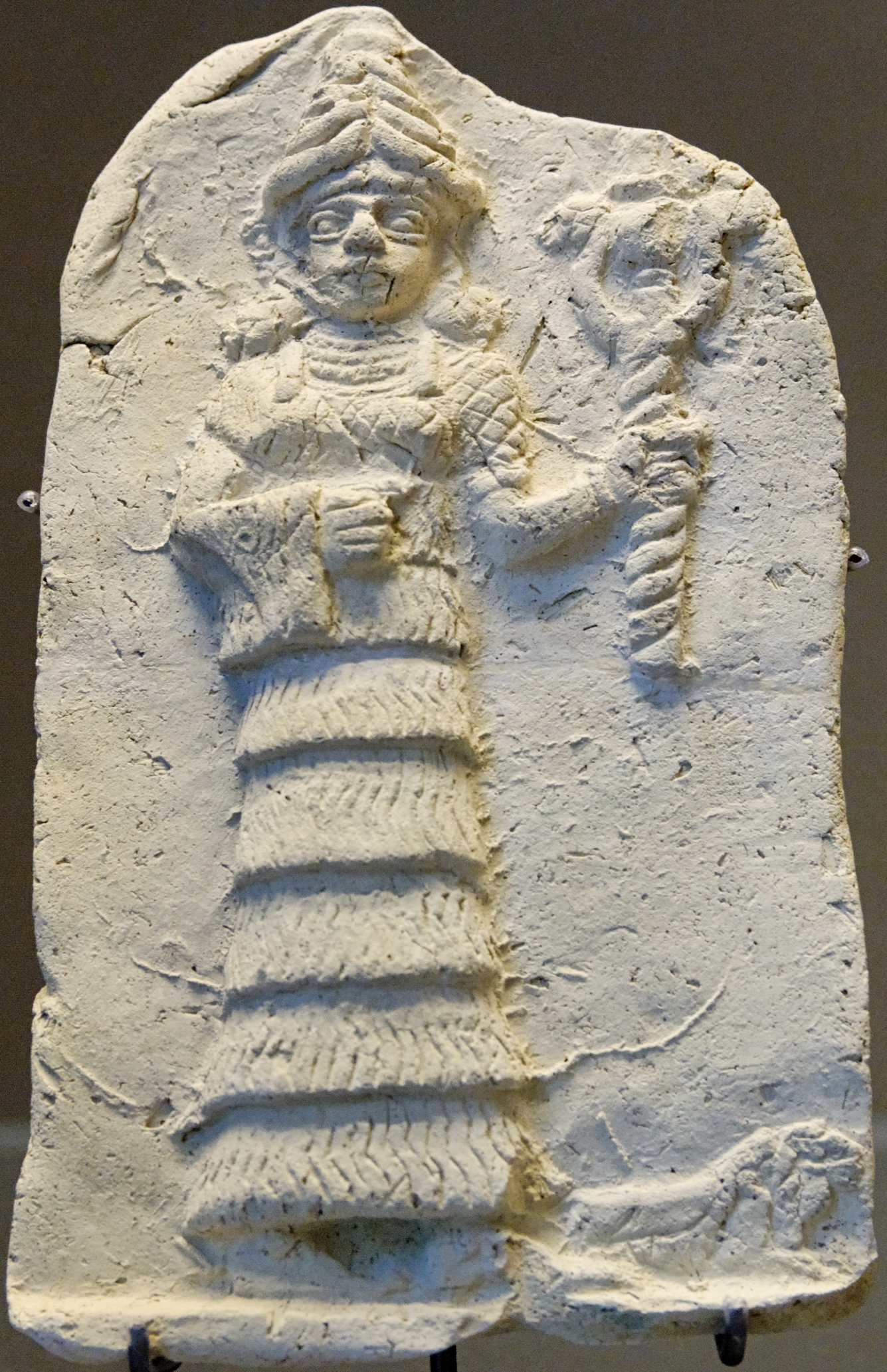
Ištarrelief aus Ešnunna

- Die kriegerische Ištar von Arbela ähnelt eher der Šauška als der babylonischen Ištar.[16]
- Die Ištar von Ninive ist seit altbabylonischer Zeit belegt, so aus Texten aus Mari und Rima.[17] Sie war auch eine Heilgöttin, wie das Gebet des Aššur-bāni-apli (Assurbanipal) zeigt.
- Die Ištar von Subartu entspricht der hurritischen Šauška.

## Mythen
In den meisten akkadischen Mythen gelingt es Ištar, meist unter Einsatz ihrer Sexualität, sich dort durchzusetzen, wo andere Götter scheitern. Lediglich gegen ihre Schwester Ereškigal, die Herrin der Unterwelt (Ištars Fahrt in die Unterwelt auch Ištars Höllenfahrt, die auf das sumerische Epos von Inannas Gang in die Unterwelt zurückgeht) versagt sie. Auch den Steindämonen Ullikummi, der weder sehen noch hören kann, kann sie nicht bezirzen.

### Inannas Gang in die Unterwelt /Ištars Höllenfahrt
Siehe Inanna/Mythen.

### Inanna/Ištar raubt das Himmelshaus
Siehe Inanna/Mythen.

### Inanna/Ištar und Ebiḫ
Siehe Inanna/Mythen.

### Agušaja: Der Kampf von Ištar und Ṣaltum
Das Agušaja-Lied, ein akkadischer Text vermutlich aus der Zeit des Hammurapi, erzählt vermischt mit hymnischen Passagen einen Mythos: Die Kriegsgöttin Ištar ist von ständigem Zorn erfüllt und plagt die Erde durch Krieg und Kampf. Mit ihrem Gebrüll bedroht sie schließlich sogar den Weisheitsgott Ea im Apsû. Dieser tritt vor die Götterversammlung und beschließt (ähnlich wie bei Enkidu im Gilgameš-Epos), eine ebenbürtige Gegnerin für Ištar zu erschaffen. Aus dem Schmutz seiner Fingernägel formt er die mächtige und widerstandsfähige Göttin Ṣaltum („Kampf, Streit“). Diese soll Ištar respektlos gegenübertreten und sie Tag und Nacht mit ihrem Gebrüll plagen. Der Textabschnitt mit der Konfrontation beider Göttinnen ist nicht erhalten. Darauf aber folgt eine Szene, in der Ištar – nun auch Agušaja genannt – von Ea fordert, Ṣaltum zurückzurufen, was dieser daraufhin tut. Im Anschluss begründet Ea ein Fest, in dem fortan jährlich in Gedenken an die Ereignisse ein „Wirbeltanz“ (gūštû) aufgeführt werden soll. Der Text endet mit der Feststellung, dass sich Ištars Herz beruhigt hat.

## Vergleiche

### Gleichsetzungen
- sumerische Inanna
- hurritische Göttin Šauška[16]
- hethitische Pinikir[19]
- Moremi, Göttin der Yoruba[20]

### Moderne Rezeption
Wiktor Pelewin greift den Ischtarmythos in seinem Roman „Generation P“ (1999) auf.
Abraham Merritt versetzte in seinem Roman The Ship of Ishtar einen modernen Menschen in die akkadische Götterwelt.
In Neil Gaimans The Sandman – Brief Lives wird Ištar als Gottheit beschrieben (ebenso Astarte und Dumuzis Schwester Belili). Diese arbeitet auf Grund des Mangels an religiöser Verehrung, die für Götter überlebenswichtig ist, in einem Stripclub (mit der Begründung „even a little worship is better than nothing“, dt.: „selbst ein wenig Verehrung ist besser als gar nichts“). Thematisiert werden im Zusammenhang mit und durch Ištar unter anderem Tempelprostitution und die Auswirkungen eines Matriarchats.
Zudem taucht die Göttin Ištar im Horrorfilm Blood Feast von Herschell Gordon Lewis auf, der 1963 als erster Splatterfilm überhaupt in die Kinos kam und 2002 mit Blood Feast 2 – All You Can Eat durch denselben Regisseur fortgesetzt wurde. In den Filmen tötet ein ägyptischer Caterer junge Frauen für ein Festmahl, um die Göttin Ištar wieder zum Leben zu erwecken.
Auch in die Bildende Kunst fand die Göttin Eingang: Ištars Rolle in der Geschichte der Frauen machte die feministische Künstlerin Judy Chicago deutlich: Sie widmete ihr in der Arbeit The Dinner Party eines der 39 Gedecke am Tisch.
Die Metalband Otep eröffnet ihr Lied Unveiled vom Album Smash The Control Machine mit einer Anrufung von Ištar (und anderen Göttinnen); der weitere Text umkreist die Motive Krieg und Sexualität in einem religiösen wie feministischen Kontext.

### Sonstiges
Der zweite kleinere Kontinent auf dem Planeten Venus erhielt den Namen Ištar Terra.